# Adolf Horion
Adolf Horion (* 12. Juli 1888 in Hochneukirch; † 28. Mai 1977 in Überlingen) war ein deutscher römisch-katholischer Geistlicher und Entomologe. Er war ein weit über Deutschland hinaus geachteter Koleopterologe.

## Leben
Adolf Horion kam am 12. Juli 1888 als zweites von sieben Kindern des Rentmeisters Jakob Horion und seiner Ehefrau Maria Cäcilia, geb. Pesch in Hochneukirch Kreis Grevenbroich zur Welt. Dort besuchte er auch die Volksschule, später die Gymnasien in Mönchengladbach und Rheydt. Nach eigenen Aussagen wurde sein Interesse an der Natur nicht von der Schule geweckt oder gefördert, sondern war angeboren. Seine Mutter war stets naturverbunden. Sein Hauptinteresse lag damals jedoch nicht bei der Entomologie, sondern der Botanik. Schon früh führte er ein Herbarium, sammelte aber alles, was sein Interesse erweckte. Er selbst berichtet: "Dort (bei Hochneukirch bei Mönchengladbach) habe ich als acht- oder neunjähriger Junge meine ersten Pappelböcke gefangen, die überhaupt die ersten Käfer waren, die ich neben Schmetterlingen und Hummeln in meine „Insektensammlung“ eingetragen habe; mit Stecknadeln wurden die großen Böcke gespießt und in „Hoffmans-Stärke“-Dosen untergebracht."
Horion studierte 1907–1910 katholische Theologie in Köln und Freiburg i. Br., wo er Mitglied der katholischen Studentenverbindung KDStV Hercynia im CV wurde, nach anderen Quellen auch in Bonn.
Am 11. August 1911 wurde er in Köln zum Priester geweiht und erhielt danach seine erste Anstellung als Kaplan in Overath im Bergischen Land. Er wurde Mitglied beim Stuttgarter Naturkundeverein und sammelte ab dieser Zeit systematisch. Im Winter 1912 nahm er auch Kontakt zum Kölner Entomologen-Verein auf. 1913 wurde er Benefiziat in Overath und legte eine Schmetterlingszucht an. Er trug sich mit dem Wunsch eines Studiums der Naturwissenschaften, was ihm schließlich auch von seiner vorgesetzten Kirchenstelle genehmigt wurde. Der Kriegsausbruch vereitelte jedoch seine Pläne, und Horion konzentrierte sich wieder ganz auf seelsorgerische Aufgaben (Jugendarbeit, Zeitschrift). Im Februar 1919 zog er sich bei einem seelsorgerischen Einsatz eine Erfrierung zu, die zu einem Ohrenleiden und in den Folgejahren zur Schwerhörigkeit führte. 1919 wurde Horion nach Wersten bei Düsseldorf versetzt, im Frühjahr 1923 kam er als Pfarr-Rektor nach Tenholt bei Erkelenz.
Ab 1925 beschäftigte sich Horion wieder mit Botanik und anderen Zweigen der Naturwissenschaften, 1927 wurde er Mitglied bei den Rheinischen Koleopterologen und begann seine wissenschaftliche Sammeltätigkeit, bei der er früh für faunistische Fragen sensibilisiert wurde. 1929 wurde er nach Libur bei Köln versetzt und es erschienen seine ersten Veröffentlichungen über Maulwurfskäfer und Salzkäfer. 1934/35 arbeitete er an dem Nachtrag zu Edmund Reitters Fauna Germanica.
1936 einigten sich Horion und Geheimrat Carl Bosch darauf, dass Horion ein über ein einfaches Verzeichnis hinausgehendes Werk über die Käfer Deutschlands in Angriff nehmen sollte. Zu diesem Zweck verbrachte er 1937 neun Monate am Deutschen Entomologischen Institut Berlin-Dahlem und arbeitete dabei das faunistische Datenmaterial der Berliner Museen auf. Weiteres Material erhielt er, indem er Fragebögen an deutsche Koleopterologen verschickte.
1938 wurde Horion mit 50 Jahren vorzeitig pensioniert, einerseits im Zusammenhang mit seiner Schwerhörigkeit, andrerseits wegen Spannungen mit der NSDAP. Es erfolgte der Umzug nach Düsseldorf, wo Horion seine intensive koleopterologische Arbeit fortsetzte. Ab 1939 arbeitete er an der Faunistik, die sein Lebenswerk werden sollte. Im Herbst 1941 erschien der 1. Band der Faunistik im Eigenverlag. Wie bei den folgenden Bänden schöpfte Horion alle Möglichkeiten aus, um die Bände zu einem erschwinglichen Preis drucken lassen zu können. Wegen dieses 1. Bandes wurde Horion 1942 der erste Preisträger der Fabricius-Medaille. Diese Medaille wird jährlich von der Deutschen Entomologischen Gesellschaft im Gedenken an Prof. Johann Christian Fabricius für das beste entomologische Werk des Vorjahrs vergeben.
1942 erfolgte der kriegsbedingt schwierige Umzug nach Überlingen, da die Wohnung in Düsseldorf durch eine Luftmine unbenutzbar geworden war. Die umfangreiche Sammlung verblieb aber vorerst in Düsseldorf, wo sie dem Luftangriff vom 15. Juni 1943 zum Opfer fiel. Nur durch die Mithilfe namhafter Koleopterologen gelang es, in der Folgezeit eine neue umfangreiche Sammlung aufzubauen. Horion war glücklich, dass er seine Unterlagen zur Faunistik bereits sicher nach Überlingen gebracht hatte. Er widmete sich jetzt voll der Koleopterologie. 1948 wurde er zum Korrespondierenden Mitglied des Vereins zur naturwissenschaftlichen Heimatforschung zu Hamburg ernannt, 1950 folgte die Faunistische Veröffentlichung zur diskontinuierlichen Ost-West-Verbreitung mitteleuropäischer Käfer. Horion genoss europaweit Anerkennung und erfuhr in schneller Folge zahlreiche Ehrungen.
- 1954 Korrespondierendes Mitglied der Gesellschaft für Naturkunde in Württemberg, Stuttgart,
- 1954 Verleihung der Ehrendoktorwürde durch die Mathematisch-Naturwissenschaftliche Fakultät der Universität Tübingen in Überlingen, Urkunde am 11. Juli 1954, Rektor Franz Arnold; Dekan Eugen Müller.
- 1955 Ernennung zum Korrespondierenden Mitglied der Finnischen Entomologischen Gesellschaft Helsinki.
- 1957 Ernennung zum Monsignore (Päpstlicher Geheimkämmerer) durch Papst Pius XII., Ernennungsurkunde Ex Aed. Vat., die 18 Aprilis 1957, Segreteria di Stato di Sua Santità
- 1957 Ehrenmitglied der Entomologischen Gesellschaft in Stockholm
- 1958 Ehrenmitglied des Naturhistorischen Vereins der Rheinlande und Westfalens, Bonn
- 1958 Ehrenmitglied der Arbeitsgemeinschaft rheinischer Coleopterologen, Bonn
- 1959 Ernennung zum Korrespondierenden Mitglied der Entomologischen Gesellschaft, Lund. Urkunde: Lund am 31. Januar 1959, Karl H. Lindroth, Präsident; Bengt-Olof Landin, Sekretär.

Es folgten 1963 die Ernennung Horions zum Ehrenmitglied der Münchener Entomologischen Gesellschaft in München und 1971 zum Ehrenmitglied des Entomologischen Vereins in Stockholm. Am 1. September 1975 erhielt Horion den Preis für hervorragende Leistungen in der Entomologie in Lunz am See, Österreich (Diplom mit Medaille: Lunz am See, 1. September 1975, H. Aspöck; Hofrat M. Beier; H. Malicky). Während all dieser Zeit ging die Arbeit an der Faunistik weiter, immer bedroht durch finanzielle Probleme und immer wieder großzügig unterstützt. Trotz der hohen Arbeitsbelastung nahm sich Horion nicht nur für den Fachkollegen, sondern für jeden Ratsuchenden Zeit. Auch versah er weiter Dienste als Seelsorger im Kneipp-Krankenhaus Überlingen. Bis zu seinem Tod verrichtete er den täglichen Dienst der Frühmesse im Schwesternheim in der Seeburg bei Überlingen. Am 28. Mai 1977 verstarb Adolf Horion im Alter von 89 Jahren in seinem Haus in Überlingen. Sein wissenschaftliches Erbe ging in die Obhut des Staatlichen Museums für Naturkunde Stuttgart in Ludwigsburg über.

## Leistungen
Er sammelte nicht nur das Wissen über die Käfer Mitteleuropas und wertete es aus, sondern überprüfte und ergänzte die Angaben auch persönlich. Erstmals untersuchte er nicht nur, in welchen Teilen Deutschlands ein Käfer vorkommt, sondern auch die geschichtliche Entwicklung der Vorkommen, wie sich Käfer ausbreiten oder verschwinden. Er fand Erklärungen für die Verteilungsmuster bestimmter Arten. Verbreitungsgebiet und Biotop, die bei Edmund Reitter noch als Kleingedrucktes den Bestimmungstabellen beigefügt sind, machte er zum Gegenstand seiner Untersuchungen und gab der Koleopterologie so eine neue Qualität. Dabei beschränkte er sich jedoch nicht nur auf Schreibtischarbeit, sondern steckte im Kontakt mit seinen Mitmenschen durch seine Begeisterung an und gewann der Koleopterologie viele neue Jünger. Die Wertschätzung, die er bei Fachkollegen genoss, sei durch einige Zitate umrissen:
Überragende Forscherpersönlichkeit der deutschen Koleopterologie
Altmeister in der Koleopterologie
Patriarch in der Wissenschaft der mitteleuropäischen Käferkunde
Erster Diener im Staate der Coleopteren-Faunistik
Vater der Wissenschaftlichen Faunistik
Der „Monsignore“
Der Große Alte Mann
Leidenschaftlicher Mitmensch und Seelsorger
Nestor unserer sciencia amabilis

## Die wichtigsten Veröffentlichungen
- Nachtrag zu FAUNA GERMANICA, Die Käfer des Deutschen Reiches von Edmund Reitter, Hans Goecke Verlag, Krefeld 1935
- Faunistik der Mitteleuropäischen Käfer, Bd. I, Adephaga – Caraboidea. Kommissionsverlag Goecke, Krefeld 1941
- Faunistik der Mitteleuropäischen Käfer, Bd. II, Klostermann, Frankfurt 1949
- Käferkunde für Naturfreunde, Klostermann, Frankfurt 1949
- Verzeichnis der Käfer Mitteleuropas, Alfred Kernen Verlag, Stuttgart 1951
- Faunistik der Mitteleuropäischen Käfer, Bd. III, Malacodermata, Sternoxia (Elateridae – Throscidae)., Eigenverlag Museum Frey, München 1953
- Faunistik der Mitteleuropäischen Käfer, Bd. IV, Sternoxia (Buprestidae), Fossipedes, Macrodactylia, Brachymera. Eigenverlag Museum Frey, Tutzing bei München 1955
- Faunistik der Mitteleuropäischen Käfer, Bd. V, Heteromera, Tutzing 1956
- Faunistik der Mitteleuropäischen Käfer, Bd. VI, Lamellicornia, Kommissionsverlag Buchdruckerei Aug. Feyel 1958
- Faunistik der Mitteleuropäischen Käfer, Bd. VII, Clavivornia, 1. Teil, (Sphaeritidae bis Phalacridae). Kommissionsverlag Buchdruckerei Aug. Feyel 1960
- Faunistik der Mitteleuropäischen Käfer, Bd. VIII, Clavicornia II, Verlagsdruckerei PH. C. W. Schmidt, Neustadt a. d. Aisch 1961
- Faunistik der Mitteleuropäischen Käfer, Bd. IX, Staphylinidae, 1. Teil Micropeplinae bis Euaesthetinae, Kommissionsverlag Buchdruckerei Aug. Feyel 1963
- Faunistik der Mitteleuropäischen Käfer, Bd. X, Staphylinidae, 2. Teil Paederinae bis Staphylininae, Verlagsdruckerei PH. C. W. Schmidt, Neustadt a. d. Aisch 1965
- Faunistik der Mitteleuropäischen Käfer, Bd. XI, Staphylinidae, 3. Teil Habrocerinae bis Aleocharinae (ohne Subtribus Athetae), Verlagsdruckerei PH. C. W. Schmidt, Neustadt a. d. Aisch 1967
- Faunistik der Mitteleuropäischen Käfer, Bd. XII, Cerambycidae, Verlagsdruckerei PH. C. W. Schmidt, Neustadt a. d. Aisch 1974
- A. M. J. Evers, W. Lucht (Hrsg.): Adolf Horion. Opera coleopterologica e periodicis collata. Goecke & Evers, Krefeld 1983 (Horions Veröffentlichungen kleineren Umfangs)